# Alberto Fernández (politikus)
Alberto Fernández (teljes nevén Alberto Ángel Fernández Pérez (Buenos Aires, 1959. április 2. –) argentin politikus, 2019. december 10. és 2023. december 10. között az ország elnöke.